# Ziemia poznańska

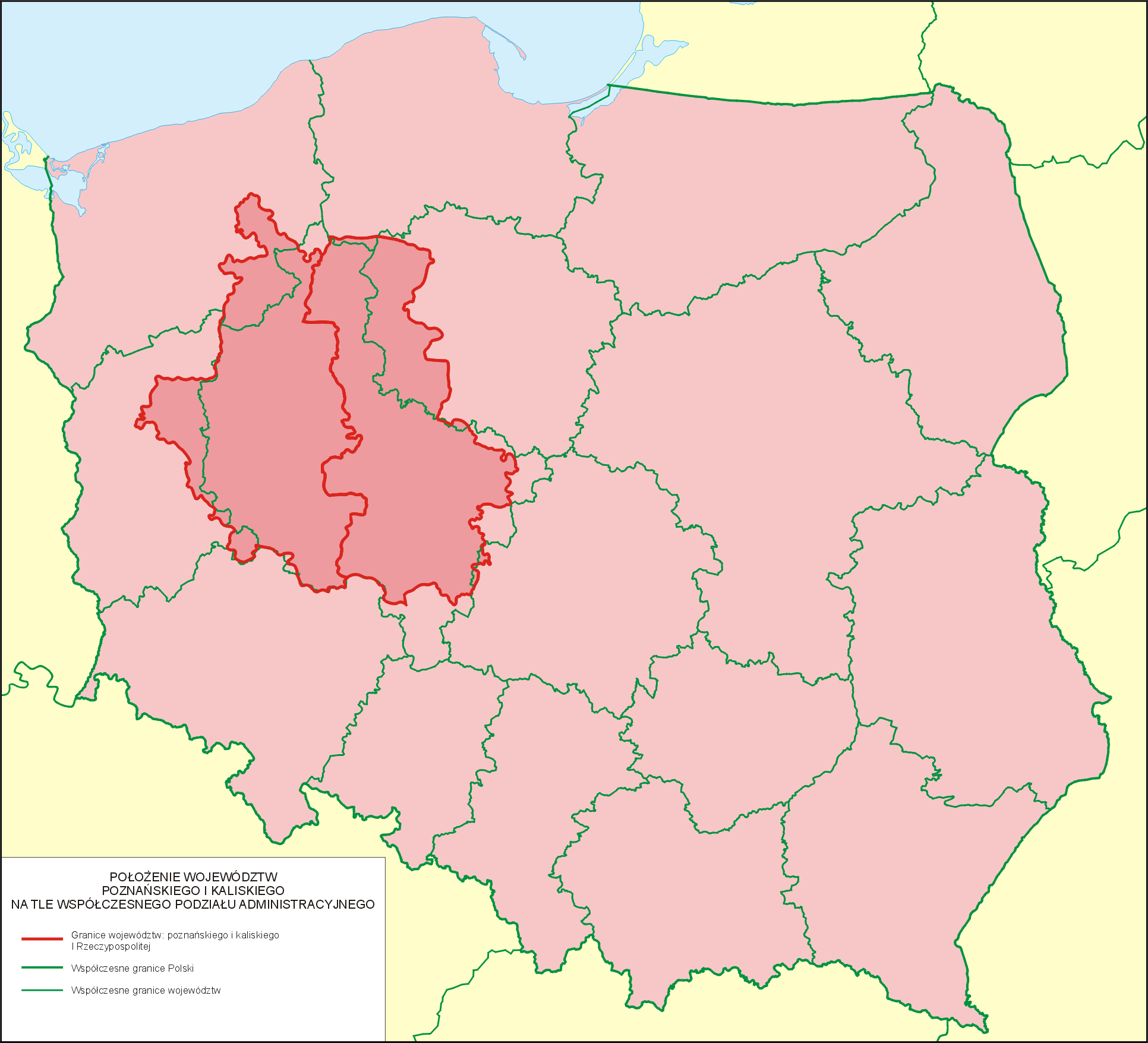
Położenie województw poznańskiego i kaliskiego I Rzeczypospolitej na tle współczesnego podziału administracyjnego

Ziemia poznańska (łac. Terra Poznaniensis) – jednostka terytorialna średniowiecznego państwa polskiego, będąca od 1138 r. główną częścią dzielnicy Piastów wielkopolskich i później stanowiła de facto niezależne księstwo – sama lub z ziemią kaliską. W 1. połowie XIV wieku ziemia poznańska została przekształcona w województwo poznańskie. 

## Historia
Ziemia poznańska miewała oddzielnych wojewodów już za czasów Bolesława I Chrobrego. Pierwszym potwierdzonym w 1020 r. był Dzierżykraj z Człopy, herbu Nałęcz. Michał Baliński przedstawił, że już w 1009 r. ziemia poznańska zaczęła mieć swoich wojewodów.
W 1138 r. na mocy ustawy sukcesyjnej Bolesława Krzywoustego ziemia poznańska weszła w skład dzielnicy Mieszka III Starego. 
Po śmierci Przemysła II (1295) i ugodzie 10 marca 1296 r. pod Krzywiniem obszar na południe od rzeki Obry, łącznie z kasztelaniami wschowską i zbąszyńską objął Henryk III głogowski. Na zjeździe w Kłęce Wacław II upomniał się od Władysława I Łokietka o złożenie hołdu lennego z nabytków uzyskanych po śmierci Przemysła II i w wyniku odmowy ją przejął.
Wiosną 1306 r. Henryk III głogowski władał już całą ziemią poznańską. Jego dziedzic Henryk IV Wierny utracił ją w 1314 r. w wyniku konfliktu na rzecz Władysława I Łokietka, jednakże bez kasztelani wschowskiej. W 1343 r. Kazimierz III Wielki uderzył na Śląsk i wydzielona ziemia wschowska została włączona do Królestwa Polskiego na mocy ugody z Henrykiem V Żelaznym. Tak więc w wyniku tych konfliktów z ziemi poznańskiej wydzieliła się ziemia wschowska, którą następnie włączono już do województwa poznańskiego.

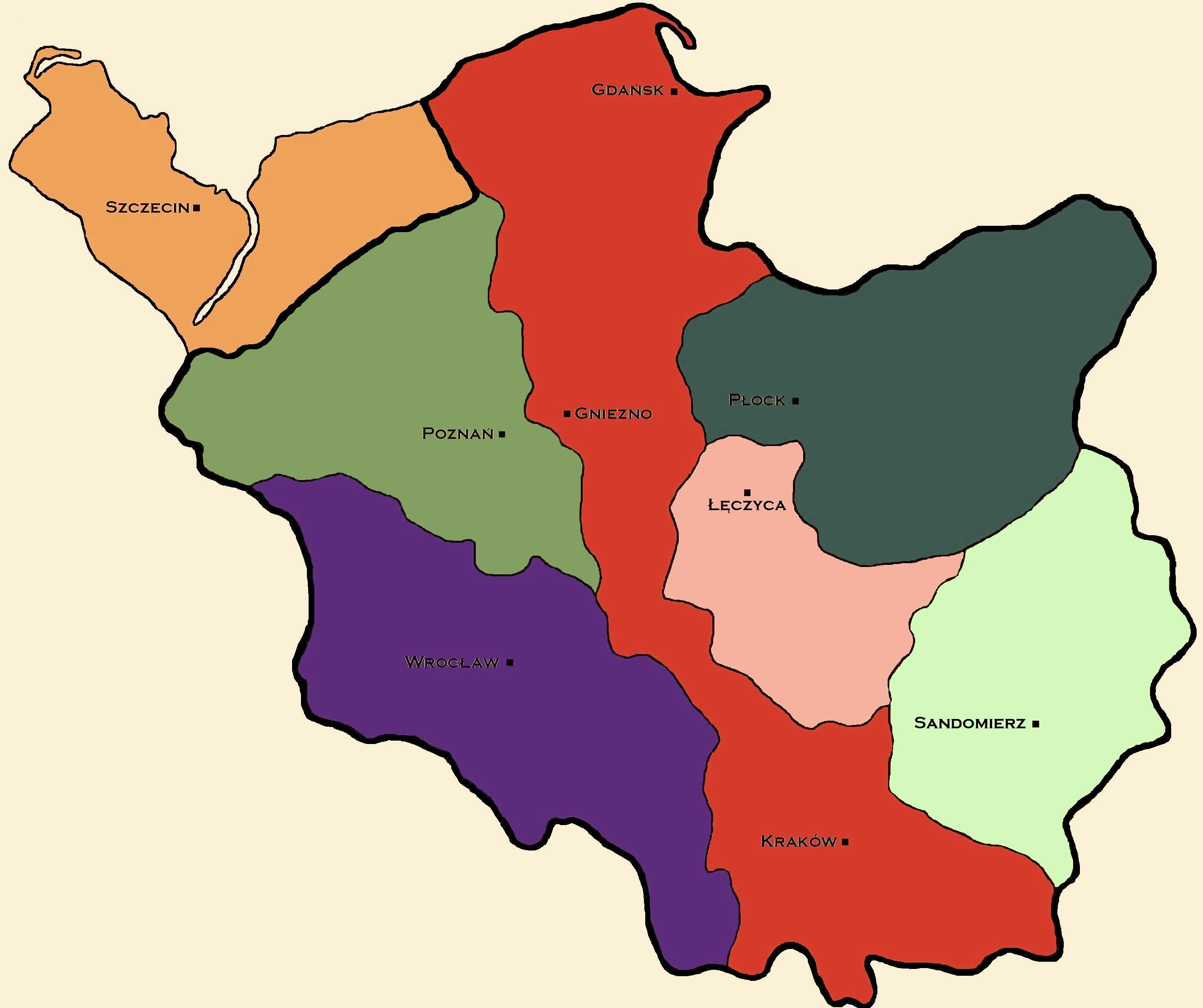
Podział księstwa polskiego na dzielnice w 1138 r. według ustawy sukcesyjnej Bolesława Krzywoustego

Lucjan Tatomir i Zygmunt Gloger przedstawiali, że w ok. 1308 r. ziemia poznańska została przekształcona w województwo poznańskie, jednakże dopiero po śmierci Henryka III głogowskiego (1309 r.) i jej przejęciu przez Władysława I Łokietka (1314 r.) dzięki buntowi rycerstwa przeciw następcom Henryka – mogła być przekształcona w województwo. 

## Herb
Ziemia poznańska jest druga w kolejności, która także orła w czerwonym polu nosi, jednak prostego bez korony z prostymi nie pozłacanymi skrzydłami.

Herbem ziemi poznańskiej był orzeł bez korony zwrócony heraldycznie w lewo.
Herbu tego następnie używało późniejsze województwo poznańskie. Obecnie do herbu nawiązuje herb woj. wielkopolskiego.

### Galeria

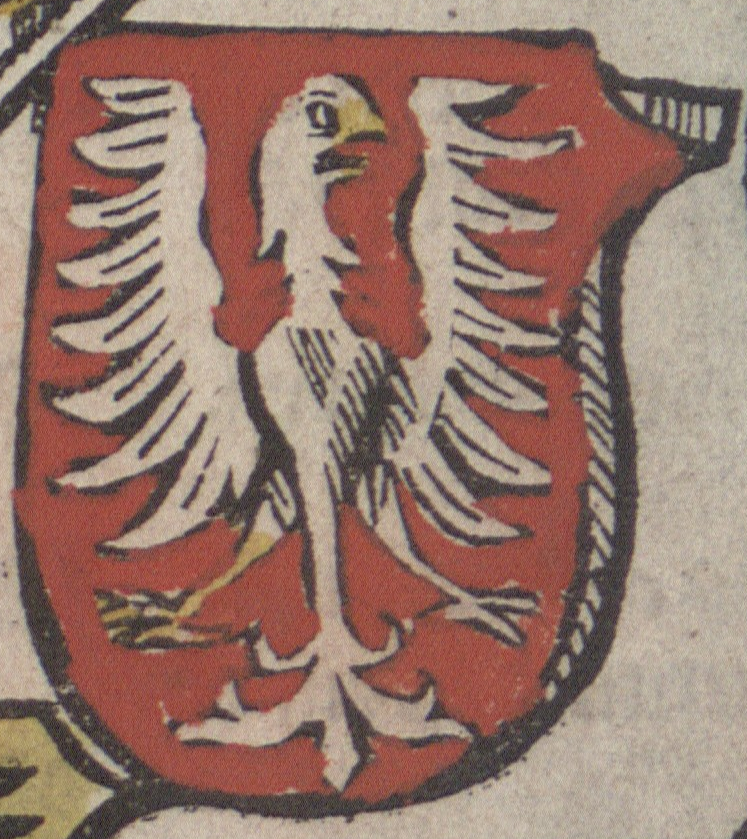
Herb ziemi poznańskiej w Statucie Łaskiego (1506).
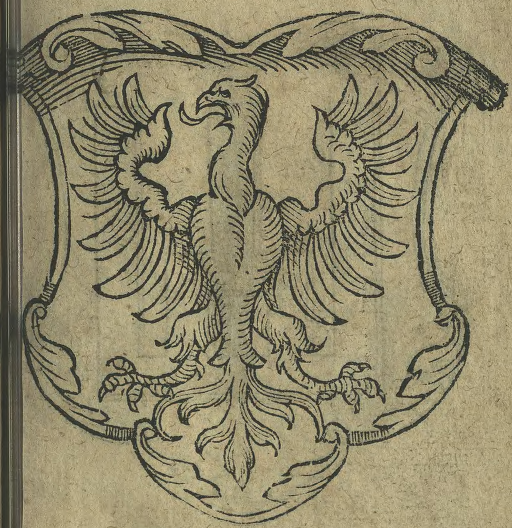
Herb ziemi poznańskiej w Arma Regni Poloniae (1572).